# Pachyosa
Pachyosa is een kevergeslacht uit de familie van de boktorren (Cerambycidae). De wetenschappelijke naam van het geslacht werd voor het eerst geldig gepubliceerd in 1897 door Fairmaire.

## Soorten
Pachyosa omvat de volgende soorten:
- Pachyosa atronotata (Kusama & Irie, 1976)
- Pachyosa cervinopicta Fairmaire, 1897
- Pachyosa hirtiventris (Gressitt, 1937)
- Pachyosa itoi (Ohbayashi N., 1985)
- Pachyosa kojimai (Hayashi, 1974)